# Фри Стејт
Фри Стејт (енгл. Free State) је покрајина у Јужноафричкој Републици. Име је популарна скраћеница од претходног имена Orange Free State. Главни град покрајине је Блумфонтејн, који је такође јужноафрички правосудни главни град. 9. јуна 1995, њено име је промењено у Фри Стејт. Већина становништва говори језик Јужни Сото.